# Тарабаров, Сергей Дмитриевич
Сергей Дмитриевич Тарабаров (24 июля 1955 — 24 декабря 2020, Москва) — галерист, куратор, коллекционер, директор московской галереи наивного искусства «Дар», президент Общественного фонда наивного искусства «Остров Тарабаров».

## Биография
Родился 24 июля 1955 года.
Коллекцию произведений наивного искусства, в которой сейчас уже более 400 работ, Сергей Тарабаров начал собирать в 1988 году.
В 1998 году Сергей Тарабаров оказался единственным московским галерейщиком, согласившимся осуществить в своей галерее «Дар» арт-проект художников Ю. Шабельникова и Ю. Фесенко «Мавзолей: ритуальная модель».
В 2003 году создал Общественный фонд наивного искусства «Остров Тарабаров».
Жил и работал в Москве.
Умер в Москве 24 декабря 2020 года.

## Известные выставки из коллекции Сергея Тарабарова
- 2011 — «О наивном и вечном на земле». Фонд «Эра», Москва.[8][9][10][11]
- 2014 — «Выставка Александра Суворова». Музей наивного искусства, Москва.[12]
- 2016 — «Остров Тарабаров». Музей русского лубка и наивного искусства, Москва.[13][14][15]
- 2016 — «Наивное искусство. Собрание Евгении и Сергея Тарабаровых». ЦДХ, Москва.[16][17]

## Цитаты
- « … диалог между современным, авангардным искусством и наивным возник сразу же с появлением первого. Авангард даже открыл некоторых художников. Известная история — как Пикассо закатывал вечера в честь французского примитивиста Анри Руссо, он очень любил этого художника. Правда, кто-то пишет в воспоминаниях, что Пикассо над Анри посмеивался, но оно и понятно — над наивными можно немножко и подтрунить. Или, скажем, „Кружок Ларионова“. Они нашли в свое время Нико Пиросмани — гениального грузинского самоучку. Есть Генералич, известный югославский художник. Есть Гранма Мозес — Бабушка Мозес, с которой все носятся в Соединенных Штатах и работы которой на аукционах стоят по двести с лишним тысяч фунтов. У нас в России, как ни странно, есть несколько художников такого же уровня: те же Леонов, Суворов, Волкова. Но вот Анри Руссо с Пиросмани все знают, а что у нас в России есть художники не меньшего ранга, знает совсем мало людей»[6] — Сергей Тарабаров, 2011.